# Arnold Celsing
Lars Arnold Celsing (i riksdagen kallad Celsing i Fräkentorp), född 21 september 1836 i Gillberga församling, Södermanlands län, död 5 februari 1915 i Barva församling, Södermanlands län, var en svensk kammarherre, godsägare och politiker. Han var son till bruksägaren Lars Gustaf von Celsing.
Han företrädde adeln och ridderskapet vid ståndsriksdagen 1865–1866. Celsing var senare ledamot av riksdagens andra kammare 1882–1884, invald i Villåttinge härads valkrets i Södermanlands län.